# بج
 بج (نام علمی: Arbutus) (در طب سنتی برگک شیرازی، قاتل ابیه)نام یک سرده از تیره خلنگیان است. میوه درخت قطاب یا مادرونیو یا آربوس جزء این سرده محسوب می‌شود